# Unión Deportiva Artiguense
La Unión Deportiva Artiguense fue un club de fútbol con sede en la ciudad de Badalona (Barcelona) España. 

El club deportivo originario el F.C.Artiguense fue fundado en 1919.

## Historia
El año 1919 se fundó en el barrio de Artigas de Badalona el FC Artiguense,. No obstante, no se federó hasta 1922. Fue un destacado club durante los años 20 y 30 participando en la tercera categoría del Campeonato de Catalunya. En 1926 se unió al CS Llevant-Catalunya (club fundado en 1923 en Badalona.) adoptando el nombre de FC Artiguense-Llevant. Su mejor temporada fue la 1928-29 cuando llegó a disputar la promoción de ascenso a Segunda Categoría. En 1933 se fusiona con el CF Badalona
Después de la Guerra Civil el club reapareció bajo la denominación de UD Artiguense. En 1956 se inaugura el estadio Jaime Estapé, quien fue fundador y primer presidente del club. El club vivió su mejor época entre los años 50 y 60 cuando disputó 8 temporadas consecutivas en Tercera División. Su uniforme era camiseta roja y pantalones blancos.
En 1967 se funda en el barrio vecino de San Roque el CF Sant Roc. En 2005 Sant Roc y Artiguense se fusionan dando vida a la "Unificació Badalona Sud".

## Temporadas
Temporadas de la UD Artiguense en Tercera División:
- 1955-1956: 3a División 4.º
- 1956-1957: 3a División 11.º
- 1957-1958: 3a División 19.º
- 1958-1959: 3a División 4.º
- 1959-1960: 3a División 12.º
- 1960-1961: 3a División 8.º
- 1961-1962: 3a División 14.º
- 1962-1963: 3a División 16.º